# Prochaetopsis delicatula
Prochaetopsis delicatula är en tvåvingeart som först beskrevs av Malloch 1934.  Prochaetopsis delicatula ingår i släktet Prochaetopsis och familjen lövflugor. Inga underarter finns listade i Catalogue of Life.